# Charleroi (Pensilvania)
Charleroi es un borough ubicado en el condado de Washington en el estado estadounidense de Pensilvania. En el año 2000 tenía una población de 4.871 habitantes y una densidad poblacional de 2,436 personas por km².

## Geografía
Charleroi se encuentra ubicado en las coordenadas 40°8′17″N 79°54′5″O / 40.13806, -79.90139.

## Demografía
Según la Oficina del Censo en 2000 los ingresos medios por hogar en la localidad eran de $23,593 y los ingresos medios por familia eran $31,699. Los hombres tenían unos ingresos medios de $30,093 frente a los $23,873 para las mujeres. La renta per cápita para la localidad era de $13,752. Alrededor del 21.3% de la población estaba por debajo del umbral de pobreza.